# ボージャンシーの戦い (1429年)
ボージャンシーの戦い（ボージャンシーのたたかい、英語: Battle of Beaugency）は、 1429年6月16日から17日にかけて、フランス・オルレアン西方の町ボージャンシーで起こった、フランス王国とイングランド王国軍の戦いである。百年戦争終盤、ジャンヌ・ダルクの活躍によってオルレアン包囲戦を切り抜けたフランス軍が、ロワール渓谷において起こした反転攻勢のための軍事作戦の一つで、イングランド軍に勝利した。

## 背景
1429年5月にジャンヌ・ダルクの活躍などでイングランド軍はオルレアンの包囲を解いたが、撤退する際にロワール川に架かる橋を破壊していった。フランス軍は渡河地点を確保するため、約1カ月間軍を増強して次の作戦行動に備えた。6月上旬に開かれた王太子の御前会議でロワール渓谷一帯を奪還することが決まり、一度オルレアンを離れていたジャンヌが6月9日に再合流すると、その旗の下に集った市民らの志願兵でフランス軍はふくれあがった。同日、フランス軍はロワール地方奪還の軍事行動を開始し、最初の目標となったオルレアン東方のジャルジョーの町を12日に攻め落とすと（ジャルジョーの戦い）、次の目標となったモン＝シュル＝ロワールでもイングランド軍を破った（モン＝シュル＝ロワールの戦い）。モン＝シュル＝ロワールの橋を占領したフランス軍は、町や城塞は攻撃せずに翌日6キロほど下流のボージャンシー攻撃に向かった。
フランス軍を率いたのは、ジャルジョーやモン＝シュル＝ロワールに引き続きアランソン公ジャン2世とジャンヌだった。「オルレアンの私生児」ジャン・ド・デュノワ、ジル・ド・レ、ジャン・ポトン・ド・ザントライユ、「憤怒」ラ・イルら後にジャンヌの戦友となる諸隊長も参陣していた。また、高い声望を持ちながら王太子シャルルとその取り巻きから遠ざけられていたリッシュモン元帥が、ロワール地方の掃討作戦に合流する動きを見せていた。

## 戦闘
ボージャンシーはロワール川北岸にある小さな町で、オルレアンの西約25キロにあった。ロワール川にかかる橋を抑える戦略的要衝で、数年前からイングランド軍が占領していた。フランス軍が前日に攻撃したモン＝シュル＝ロワールと違い、ボージャンシーの城塞は城壁に囲まれた町の中にあり、ロワール川に架かる橋を制圧するには町と城塞を攻略する必要があった。16日にフランス軍が攻撃を開始すると、イングランド軍は町を放棄して城壁から城塞へ撤退したため、フランス軍は火砲や攻城兵器で激しい砲撃を加えた。その日の夜には、リッシュモン元帥率いるブルトン兵1,000人が到着した。ジャンヌは、王太子や宮廷の不興を買うことを覚悟で元帥を受け入れた。
フランス軍はロワール作戦に先立ち、イングランド騎士ジョン・ファストルフ率いる敵の援軍数千が8日にパリを出発し、ロワール地方に向かっているという情報を得ていた。このため、アランソン公は城に立て籠もるボージャンシー守備隊と交渉を開始し、イングランド兵たちが安全にボージャンシーから撤退できるように約束した。実はこのとき、モン＝シュル＝ロワール城を出てファストルフの援軍と合流したジョン・タルボットのイングランド軍がすぐ近くまで来ていた。しかし、フランス軍攻撃にはやるタルボットに対してファストルフが数的不利を理由に慎重であり、援軍の接近に気付いていなかったボージャンシーの守備隊はその間に、寄せ手にリッシュモン元帥が合流したことで戦意を失い、アランソン公の申し出に応じて降伏した。

## 戦後
オルレアン解放後、ジャンヌらのフランス軍は短期間でジャルジョー、モン＝シュル＝ロワール、ボージャンシーの諸都市を制圧してロワール川の渡河点を抑えた。一連の軍事行動により、百年戦争を通じてフランス軍を苦しめたイングランドの長弓兵の多くが戦死したり捕虜になったりと、その損耗は大きかった。ボージャンシーの戦いの翌日、リッシュモン元帥率いるフランス軍はパリへ退却中のタルボット、ファストルフらのイングランド軍を追撃し、イングランドの長弓部隊を粉砕して大勝した。このパテーの戦いは、百年戦争終盤における大きな転機となった。